# Zurab Xvània
Zurab Xvània (en georgià: ზურაბ ჟვანია; en rus: Зураб Жвания) (Tiflis, 9 de desembre de 1963 - 3 de febrer de 2005) fou un polític armeni de Geòrgia.
Nascut com a ciutadà de l'URSS, Xvània va fundar el moviment ecologista georgià el 1998. Després de la independència de la República, el nou primer ministre Eduard Xevardnadze el va promoure al càrrec de president del Parlament el 1995. El novembre de 2003, Xvània va obligar Xevardnadze a dimitir, i va ocupar el seu lloc el 18 de febrer de 2004. La seva mort prematura i sobtada fou causada, oficialment, per inhalació de monòxid de carboni provinent d'un escalfador domèstic de gas poc ventilat.